# Burg Blankenburg (Essel)

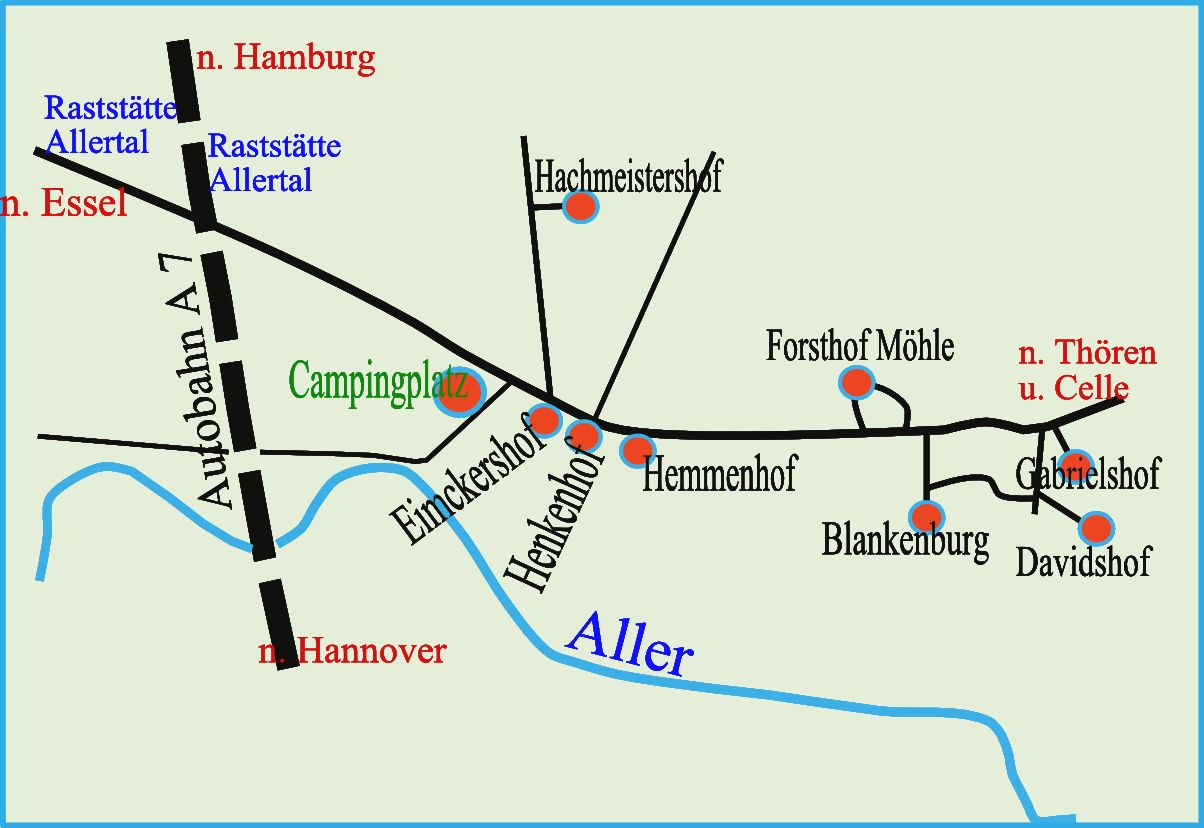
Blankenburg zwischen Engehausen und Stillenhöfen

Die Burg Blankenburg ist eine kleine abgegangene Burg im Ortsteil Engehausen der Gemeinde Essel in Niedersachsen. Sie entstand etwa im 13. Jahrhundert. An Resten finden sich nur noch Teile der Umwallung. Auf dem früheren Burggelände steht heute eine bäuerliche Hofanlage, die früher ein Adelsgut war.

## Geographie
Die Niederungsburg wurde am nördlichen Ufer der Aller oberhalb des Überschwemmungsbereichs errichtet. Heute liegt sie an einem verlandeten Altarm des Flusses. An der Südostseite des früheren Burgplatzes sind noch Reste eines Walls vorhanden, der an der gegenüberliegenden Seite um 1900 eingeebnet wurde. Die frühere Ausdehnung der Burganlage wird auf 50 × 50 m geschätzt. Heute steht mitten auf dem Burgstall ein altes Bauernhaus. Anfang des 20. Jahrhunderts sollen auf dem Gelände Fundamente und Teile eines Gewölbes gefunden worden sein.

## Geschichte
Die Burg wird den Herren von Blankena oder Blankenhagen zugeschrieben, die Mitte des 13. Jahrhunderts urkundlich im Zusammenhang mit der Burg Hodenhagen erwähnt werden. Ihr Geschlecht soll aber bald erloschen sein.

## Beschreibung
Das ursprüngliche Burgareal dürfte ca. 50 × 50 m groß gewesen sein. Im Südosten der heutigen Hofanlage sind noch Reste einer Wall-Graben-Befestigung erhalten. Die westliche Umwallung ist um 1900 beseitigt worden. Nach einem Bericht in der Engehausener Schulchronik von 1926 hat man in der Nähe des jetzigen Wohnhauses im Jahr 1901 Fundamente, behauene Steine und einen Gewölberest gefunden.

## Landwirtschaft auf der ehemaligen Burganlage
Die Besitzer des Hofes wechselten im Laufe der Zeit: 1605 war es Frantz Engehausen, 1618 Henny Backhaus, 1619 Jost Römer. "Christoph Engehausen saß ab 1679 auf der Blankenburg" (erstmalige Verwendung des Namens Blankenburg). 1754 war der Besitzer Jürgen Dietrich Plesse, 1770 Wilhelm Braband und 1787 Levin Christian Scörling. Der Hof wurde ab 1770 als Anbauernstelle mit einem Besitz aus etwa 22 ha geführt. Da diese Fläche kaum ausreichte, um auf dem Hof leben zu können, wanderten zwischen 1830 und 1847 drei Besitzer mit dem Namen Schörling nach Amerika aus. Der erste Besitzer in der Nachkriegszeit war Hermann Schorling. Als dessen Sohn in Russland vermisst blieb, heiratete die Tochter Ilse den Berufssoldaten Hermann Berlin. Nach dessen Tod 1996 übernahm Hermann Berlin jun. den Hof und führte ihn im Nebenerwerb bis 1999 weiter. Ab 1970 wurde die Landwirtschaft aufgegeben.

## Ähnliche Befestigungsanlagen der näheren Umgebung
In der näheren Umgebung gab es in der Niederung der Aller eine Reihe weiterer mittelalterlicher Burgen. Dazu gehören Befestigungsanlagen in Bierde (Burg Bierde), Ahlden (Aller) (Bunkenburg), Essel (Uhlenburg), Rethem (Aller) (Burg Rethem), Hodenhagen (Burg Hodenhagen), Grethem (Burg Blankenhagen).

## Einzelbelege
1. ↑  Heinz W. Hinrichs, siehe Literatur, S. 106–110